# Lista gatunków roślin objętych ścisłą ochroną w Polsce (2001–2004)
Lista stanowi zestawienie gatunków i rodzajów roślin objętych ścisłą ochroną gatunkową w Polsce w latach 2001–2004. Zestawienie obejmuje gatunki chronione na podstawie rozporządzenia Ministra Środowiska z dnia 11 września 2001 r. w sprawie gatunków dziko występujących roślin objętych ochroną (Dz.U. Nr 106 poz. 1167).

## WątrobowceMarchantiophyta
| Nazwa polska                           | Nazwa naukowa                          | Uwagi                                  |
| grymaldiowate (manniowate) Aytoniaceae | grymaldiowate (manniowate) Aytoniaceae | grymaldiowate (manniowate) Aytoniaceae |
| -------------------------------------- | -------------------------------------- | -------------------------------------- |
| mannia skalna                          | Mannia triandra                        | –                                      |

## MchyBryophyta
| Nazwa polska                                     | Nazwa naukowa              | Uwagi                      |
| bezlistowate Buxbaumiaceae                       | bezlistowate Buxbaumiaceae | bezlistowate Buxbaumiaceae |
| ------------------------------------------------ | -------------------------- | -------------------------- |
| bezlist okrywowy                                 | Buxbaumia viridis          | –                          |
| tęposzowate (krzywoszyjowate) Amblystegiaceae    |                            |                            |
| sierpowiec błyszczący                            | Drepanocladus vernicosus   | –                          |
| parzęchlinowate Meesiaceae                       |                            |                            |
| parzęchlin długoszczecinowy                      | Meesia longiseta           | –                          |
| szurpkowate Orthotrichaceae                      |                            |                            |
| szurpek Rogera                                   | Orthotrichum rogeri        | –                          |
| widłozębowate Dicranaceae                        |                            |                            |
| widłoząb zielony                                 | Dicranum viride            | –                          |
| zdrojkowate Fontinalaceae                        |                            |                            |
| moczara włoskowata (żaglik włoskowaty)           | Dichelyma capillaceum      | –                          |
| zgliszczynowate (skrętkowate) Funariaceae        |                            |                            |
| bezrąbek czterokanciasty (bezrąbek czworoboczny) | Pyramidula tetragona       | –                          |

## PaprotnikiPteridophyta
| Nazwa polska                             | Nazwa naukowa                                        | Uwagi                    |
| długoszowate Osmundaceae                 | długoszowate Osmundaceae                             | długoszowate Osmundaceae |
| ---------------------------------------- | ---------------------------------------------------- | ------------------------ |
| długosz królewski                        | Osmunda regalis                                      | –                        |
| nasięźrzałowate Ophioglossaceae          |                                                      |                          |
| podejźrzon marunowy                      | Botrychium matricariifolium                          | –                        |
| podejźrzon pojedynczy                    | Botrychium simplex                                   | –                        |
| podejźrzon rutolistny                    | Botrychium multifidum                                | –                        |
| paprotkowate Polypodiaceae               |                                                      |                          |
| języcznik zwyczajny                      | Phyllitis scolopendrium                              | –                        |
| paprotka zwyczajna                       | Polypodium vulgare                                   | –                        |
| pióropusznik strusi                      | Matteuccia struthiopteris (Matteucia struthiopteris) | –                        |
| podrzeń żebrowiec                        | Blechnum spicant                                     | –                        |
| poryblinowate Isoëtaceae                 |                                                      |                          |
| poryblin jeziorny                        | Isoëtes lacustris                                    | –                        |
| poryblin kolczasty                       | Isoëtes echinospora                                  | –                        |
| salwiniowate Salviniaceae                |                                                      |                          |
| salwinia pływająca                       | Salvinia natans                                      | –                        |
| skrzypowate Equisetaceae                 |                                                      |                          |
| skrzyp olbrzymi                          | Equisetum telmateia                                  | –                        |
| widłakowate Lycopodiaceae                |                                                      |                          |
| widlicz alpejski (widłak alpejski)       | Diphasiastrum alpinum                                | –                        |
| widlicz cyprysowy (widłak cyprysowy)     | Diphasiastrum tristachyum                            | –                        |
| widlicz Isslera (widłak Isslera)         | Diphasiastrum issleri                                | –                        |
| widlicz spłaszczony (widłak spłaszczony) | Diphasiastrum complanatum                            | –                        |
| widlicz Zeillera (widłak Zeillera)       | Diphasiastrum zeilleri                               | –                        |
| widłaczek torfowy (widłak torfowy)       | Lycopodiella inundata                                | –                        |
| widłak goździsty                         | Lycopodium clavatum                                  | –                        |
| widłak jałowcowaty                       | Lycopodium annotinum                                 | –                        |
| wroniec widlasty (widłak wroniec)        | Huperzia selago                                      | –                        |

## Rośliny nasienneSpermatophyta
| Nazwa polska                                       | Nazwa naukowa                             | Uwagi                       |
| amarylkowate Amaryllidaceae                        | amarylkowate Amaryllidaceae               | amarylkowate Amaryllidaceae |
| -------------------------------------------------- | ----------------------------------------- | --------------------------- |
| śnieżyca wiosenna                                  | Leucoium vernum                           | –                           |
| śnieżyczka przebiśnieg                             | Galanthus nivalis                         | –                           |
| araliowate Araliaceae                              |                                           |                             |
| bluszcz pospolity                                  | Hedera helix                              | –                           |
| astrowate Asteraceae (złożone Compositae)          |                                           |                             |
| arnika górska                                      | Arnica montana                            | –                           |
| chryzantema Zawadzkiego (złocień Zawadzkiego)      | Dendranthema zawadzkii                    | –                           |
| dziewięćsił bezłodygowy                            | Carlina acaulis                           | –                           |
| dziewięćsił popłocholistny                         | Carlina onopordifolia                     | –                           |
| języczka syberyjska                                | Ligularia sibirica                        | –                           |
| omieg górski                                       | Doronicum austriacum                      | –                           |
| ostrożeń pannoński                                 | Cirsium pannonicum                        | –                           |
| ożota zwyczajna                                    | Galatella linosyris (Linosyris vulgaris)  | –                           |
| szarotka alpejska                                  | Leontopodium alpinum                      | –                           |
| wężymord stepowy                                   | Scorzonera purpurea                       | –                           |
| bobowate Fabaceae (motylkowate Papillionaceae)     |                                           |                             |
| groszek szerokolistny                              | Lathyrus latifolius                       | –                           |
| groszek wschodniokarpacki                          | Lathyrus laevigatus                       | –                           |
| ostrołódka kosmata                                 | Oxytropis pilosa                          | –                           |
| szczodrzeniec zmienny                              | Chamaecytisus albus                       | –                           |
| bobrkowate Menyanthaceae                           |                                           |                             |
| grzybieńczyk wodny                                 | Nymphoides peltata                        | –                           |
| brzozowate Betulaceae                              |                                           |                             |
| brzoza karłowata                                   | Betula nana                               | –                           |
| brzoza niska                                       | Betula humilis                            | –                           |
| brzoza ojcowska                                    | Betula oycoviensis (Betula x oycoviensis) | –                           |
| dzwonkowate Campanulaceae                          |                                           |                             |
| dzwonecznik wonny                                  | Adenophora lilifolia                      | –                           |
| lobelia jeziorna                                   | Lobelia dortmanna                         | –                           |
| zerwa kulista                                      | Phyteuma orbiculare                       | –                           |
| goryczkowate Gentianaceae                          |                                           |                             |
| goryczka kropkowana                                | Gentiana punctata                         | –                           |
| goryczka krótkołodygowa                            | Gentiana clusii                           | –                           |
| goryczka krzyżowa                                  | Gentiana cruciata                         | –                           |
| goryczka przezroczysta                             | Gentiana frigida                          | –                           |
| goryczka śniegowa                                  | Gentiana nivalis                          | –                           |
| goryczka wąskolistna                               | Gentiana pneumonanthe                     | –                           |
| goryczka wiosenna                                  | Gentiana verna                            | –                           |
| goryczuszka bałtycka (goryczka bałtycka)           | Gentianella baltica                       | –                           |
| goryczuszka błotna (goryczka błotna)               | Gentianella uliginosa                     | –                           |
| goryczuszka czeska (goryczka czeska)               | Gentianella bohemica                      | –                           |
| goryczuszka gorzkawa (goryczka gorzkawa)           | Gentianella amarella                      | –                           |
| goryczuszka lodnikowa (goryczka lodnikowa)         | Gentianella tenella                       | –                           |
| goryczuszka orzęsiona (goryczka orzęsiona)         | Gentianella ciliata                       | –                           |
| goryczuszka polna (goryczka polna)                 | Gentianella campestris                    | –                           |
| goryczuszka wczesna (goryczka wczesna)             | Gentianella lutescens                     | –                           |
| goryczuszka Wettsteina (goryczka Wettsteina)       | Gentianella germanica                     | –                           |
| niebielistka trwała (swercja trwała)               | Swertia perennis                          | –                           |
| goździkowate Caryophyllaceae                       |                                           |                             |
| goździk kosmaty                                    | Dianthus armeria                          | –                           |
| goździk lodowcowy                                  | Dianthus glacialis                        | –                           |
| goździk okazały                                    | Dianthus speciosus                        | –                           |
| goździk piaskowy                                   | Dianthus arenarius                        | –                           |
| goździk postrzępiony                               | Dianthus plumarius                        | –                           |
| goździk pyszny                                     | Dianthus superbus                         | –                           |
| goździk siny                                       | Dianthus gratianopolitanus                | –                           |
| goździk skupiony                                   | Dianthus compactus                        | –                           |
| lepnica litewska                                   | Silene lithuanica                         | –                           |
| łyszczec wiechowaty (gipsówka wiechowata)          | Gypsophila paniculata                     | –                           |
| gruboszowate Crassulaceae                          |                                           |                             |
| rojnik górski                                      | Sempervivum montanum                      | –                           |
| rojownik pospolity (rojnik pospolity)              | Jovibarba sobolifera                      | –                           |
| rojownik włochaty (rojnik włochaty)                | Jovibarba hirta                           | –                           |
| gruszyczkowate Pyrolaceae                          |                                           |                             |
| pomocnik baldaszkowy                               | Chimaphila umbellata                      | –                           |
| grzybieniowate Nymphaeaceae                        |                                           |                             |
| grążel drobny                                      | Nuphar pumila                             | –                           |
| grążel żółty                                       | Nuphar lutea                              | –                           |
| grzybienie białe                                   | Nymphaea alba                             | –                           |
| grzybienie północne                                | Nymphaea candida                          | –                           |
| jaskrowate Ranunculaceae                           |                                           |                             |
| miłek wiosenny                                     | Adonis vernalis                           | –                           |
| orlik pospolity                                    | Aquilegia vulgaris                        | –                           |
| pełnik alpejski                                    | Trollius altissimus                       | –                           |
| pełnik europejski                                  | Trollius europaeus                        | –                           |
| pluskwica europejska (pluskwica cuchnąca)          | Cimicifuga europaea                       | –                           |
| powojnik prosty                                    | Clematis recta                            | –                           |
| sasanka alpejska                                   | Pulsatilla alba                           | –                           |
| sasanka łąkowa                                     | Pulsatilla pratensis                      | –                           |
| sasanka otwarta                                    | Pulsatilla patens                         | –                           |
| sasanka słowacka                                   | Pulsatilla slavica                        | –                           |
| sasanka wiosenna                                   | Pulsatilla vernalis                       | –                           |
| sasanka zwyczajna                                  | Pulsatilla vulgaris                       | –                           |
| tojad dzióbaty                                     | Aconitum variegatum                       | –                           |
| tojad Gayera                                       | Aconitum ×gayeri                          | –                           |
| tojad kosmatoowockowy                              | Aconitum ×hebegynum                       | –                           |
| tojad Lengyela                                     | Aconitum ×lengyelii                       | –                           |
| tojad lisi                                         | Aconitum lycoctonum                       | –                           |
| tojad mocny                                        | Aconitum firmum                           | –                           |
| tojad mołdawski                                    | Aconitum moldavicum                       | –                           |
| tojad Pawłowskiego                                 | Aconitum ×pawlowskii                      | –                           |
| tojad sudecki                                      | Aconitum plicatum                         | –                           |
| tojad niski (tojad tauryjski)                      | Aconitum bucovinense                      | –                           |
| tojad wiechowaty                                   | Aconitum degenii                          | –                           |
| tojad wschodniokarpacki                            | Aconitum lasiocarpum                      | –                           |
| zawilec narcyzowaty (zawilec narcyzowy)            | Anemone narcissifolia                     | –                           |
| zawilec wielkokwiatowy (zawilec leśny)             | Anemone sylvestris                        | –                           |
| jasnotowate Lamiaceae (wargowe Labiatae)           |                                           |                             |
| pszczelnik wąskolistny                             | Dracocephalum ruyschiana                  | –                           |
| jezierzowate Najadaceae                            |                                           |                             |
| jezierza giętka                                    | Najas flexilis                            | –                           |
| kapustowate Brassicaceae (krzyżowe Cruciferae)     |                                           |                             |
| pszonak pieniński                                  | Erysimum pieninicum                       | –                           |
| warzucha polska                                    | Cochlearia polonica                       | –                           |
| kłokoczkowate Staphyleaceae                        |                                           |                             |
| kłokoczka południowa                               | Staphylea pinnata                         | –                           |
| kosaćcowate Iridaceae                              |                                           |                             |
| kosaciec bezlistny                                 | Iris aphylla                              | –                           |
| kosaciec syberyjski                                | Iris sibirica                             | –                           |
| mieczyk błotny                                     | Gladiolus palustris                       | –                           |
| mieczyk dachówkowaty                               | Gladiolus imbricatus                      | –                           |
| szafran spiski                                     | Crocus scepusiensis                       | –                           |
| kotewkowate Trapaceae                              |                                           |                             |
| kotewka orzech wodny                               | Trapa natans                              | –                           |
| liliowate Liliaceae                                |                                           |                             |
| cebulica dwulistna (oszloch)                       | Scilla bifolia                            | –                           |
| ciemiężyca biała (ciemierzyca biała)               | Veratrum album                            | –                           |
| ciemiężyca czarna (ciemierzyca czarna)             | Veratrum nigrum                           | –                           |
| ciemiężyca zielona (ciemierzyca zielona)           | Veratrum lobelianum                       | –                           |
| kosatka kielichowa                                 | Tofieldia calyculata                      | –                           |
| liczydło górskie                                   | Streptopus amplexifolius                  | –                           |
| lilia złotogłów                                    | Lilium martagon                           | –                           |
| pajęcznica liliowata                               | Anthericum liliago                        | –                           |
| szachownica kostkowata                             | Fritillaria meleagris                     | –                           |
| szafirek miękkolistny                              | Muscari comosum                           | –                           |
| śniedek baldaszkowaty                              | Ornithogalum umbellatum                   | –                           |
| śniedek cienkolistny                               | Ornithogalum collinum                     | –                           |
| zimowit jesienny                                   | Colchicum autumnale                       | –                           |
| lnowate Linaceae                                   |                                           |                             |
| len włochaty                                       | Linum hirsutum                            | –                           |
| len złocisty                                       | Linum flavum                              | –                           |
| marzanowate Rubiaceae                              |                                           |                             |
| przytulia krakowska                                | Galium cracoviense                        | –                           |
| obrazkowate Araceae                                |                                           |                             |
| obrazki alpejskie                                  | Arum alpinum                              | –                           |
| obrazki plamiste                                   | Arum maculatum                            | –                           |
| oliwnikowate (rokitnikowate) Elaeagnaceae          |                                           |                             |
| rokitnik zwyczajny                                 | Hippophaë rhamnoides                      | –                           |
| pierwiosnkowate Primulaceae                        |                                           |                             |
| cyklamen purpurowy                                 | Cyclamen purpurascens                     | –                           |
| mlecznik nadmorski                                 | Glaux maritima                            | –                           |
| zarzyczka górska                                   | Cortusa matthioli                         | –                           |
| pływaczowate Lentibulariaceae                      |                                           |                             |
| tłustosz alpejski                                  | Pinguicula alpina                         | –                           |
| tłustosz pospolity                                 | Pinguicula vulgaris                       | –                           |
| przewiertniowate Caprifoliaceae                    |                                           |                             |
| wiciokrzew pomorski (suchokrzew pomorski)          | Lonicera periclymenum                     | –                           |
| zimoziół północny (linnea północna)                | Linnaea borealis                          | –                           |
| psiankowate Solanaceae                             |                                           |                             |
| lulecznica kraińska                                | Scopolia carniolica                       | –                           |
| pokrzyk wilcza jagoda                              | Atropa belladonna                         | –                           |
| rosiczkowate Droseraceae                           |                                           |                             |
| aldrowanda pęcherzykowata                          | Aldrovanda vesiculosa                     | –                           |
| rosiczka długolistna                               | Drosera anglica                           | –                           |
| rosiczka okrągłolistna                             | Drosera rotundifolia                      | –                           |
| rosiczka pośrednia                                 | Drosera intermedia                        | –                           |
| różowate Rosaceae                                  |                                           |                             |
| jarząb brekinia (brzęk)                            | Sorbus torminalis                         | –                           |
| jarząb szwedzki                                    | Sorbus intermedia                         | –                           |
| malina moroszka                                    | Rubus chamaemorus                         | –                           |
| parzydło leśne                                     | Aruncus sylvestris                        | –                           |
| pięciornik śląski                                  | Potentilla silesiaca                      | –                           |
| wiśnia karłowata                                   | Prunus fruticosa (Cerasus fruticosa)      | –                           |
| sandałowcowate Santalaceae                         |                                           |                             |
| leniec bezpodkwiatkowy                             | Thesium ebracteatum                       | –                           |
| selerowate Apiaceae (baldaszkowate Umbelliferae)   |                                           |                             |
| dzięgiel litwor (arcydzięgiel litwor)              | Angelica archangelica                     | –                           |
| mikołajek nadmorski                                | Eryngium maritimum                        | –                           |
| selery błotne (pęczyna błotna)                     | Apium repens                              | –                           |
| starodub łąkowy                                    | Ostericum palustre (Angelica palustris)   | –                           |
| skalnicowate Saxifragaceae                         |                                           |                             |
| skalnica gronkowa                                  | Saxifraga paniculata                      | –                           |
| skalnica torfowiskowa                              | Saxifraga hirculus                        | –                           |
| sosnowate Pinaceae                                 |                                           |                             |
| sosna błotna                                       | Pinus × rhaetica                          | –                           |
| sosna górska (sosna kosa, kosodrzewina, kosodrzew) | Pinus mugo                                | –                           |
| sosna limba (limba)                                | Pinus cembra                              | –                           |
| storczykowate Orchidaceae                          |                                           |                             |
| buławnik czerwony                                  | Cephalanthera rubra                       | –                           |
| buławnik mieczolistny                              | Cephalanthera longifolia                  | –                           |
| buławnik wielkokwiatowy                            | Cephalanthera damasonium                  | –                           |
| dwulistnik muszy                                   | Ophrys insectifera                        | –                           |
| gnieźnik leśny                                     | Neottia nidus-avis                        | –                           |
| gołek białawy                                      | Leucorchis albida                         | –                           |
| gółka długoostrogowa                               | Gymnadenia conopsea                       | –                           |
| gółka wonna                                        | Gymnadenia odoratissima                   | –                           |
| kręczynka jesienna                                 | Spiranthes spiralis                       | –                           |
| kruszczyk błotny                                   | Epipactis palustris                       | –                           |
| kruszczyk drobnolistny                             | Epipactis microphylla                     | –                           |
| kruszczyk Muellera                                 | Epipactis muelleri                        | –                           |
| kruszczyk ostropłatkowy                            | Epipactis leptochila                      | –                           |
| kruszczyk połabski                                 | Epipactis albensis                        | –                           |
| kruszczyk rdzawoczerwony                           | Epipactis atrorubens                      | –                           |
| kruszczyk siny                                     | Epipactis purpurata                       | –                           |
| kruszczyk szerokolistny                            | Epipactis helleborine                     | –                           |
| kukuczka kapturkowata                              | Neottianthe cucullata                     | –                           |
| kukułka bałtycka (storczyk bałtycki)               | Dactylorhiza baltica                      | –                           |
| kukułka bzowa (storczyk bzowy)                     | Dactylorhiza sambucina                    | –                           |
| kukułka Fuchsa (storczyk Fuchsa)                   | Dactylorhiza fuchsii                      | –                           |
| kukułka krwista (storczyk krwisty)                 | Dactylorhiza incarnata                    | –                           |
| kukułka plamista (storczyk plamisty)               | Dactylorhiza maculata                     | –                           |
| kukułka Russowa (storczyk Russowa)                 | Dactylorhiza russowii                     | –                           |
| kukułka Ruthego (storczyk Ruthego)                 | Dactylorhiza ruthei                       | –                           |
| kukułka szerokolistna (storczyk szerokolistny)     | Dactylorhiza majalis                      | –                           |
| kukułka Traunsteinera (storczyk Traunsteinera)     | Dactylorhiza traunsteineri                | –                           |
| lipiennik Loesela                                  | Liparis loeselii                          | –                           |
| listera jajowata                                   | Listera ovata                             | –                           |
| listera sercowata                                  | Listera cordata                           | –                           |
| miodokwiat krzyżowy                                | Herminium monorchis                       | –                           |
| obuwik pospolity                                   | Cypripedium calceolus                     | –                           |
| ozorka zielona                                     | Coeloglossum viride                       | –                           |
| podkolan biały                                     | Platanthera bifolia                       | –                           |
| podkolan zielonawy                                 | Platanthera chlorantha                    | –                           |
| potrostek alpejski                                 | Chamorchis alpina                         | –                           |
| storczyca kulista                                  | Traunsteinera globosa                     | –                           |
| storczyk blady                                     | Orchis pallens                            | –                           |
| storczyk błotny                                    | Orchis palustris                          | –                           |
| storczyk cuchnący                                  | Orchis coriophora                         | –                           |
| storczyk drobnokwiatowy                            | Orchis ustulata                           | –                           |
| storczyk kukawka                                   | Orchis militaris                          | –                           |
| storczyk męski                                     | Orchis mascula                            | –                           |
| storczyk purpurowy                                 | Orchis purpurea                           | –                           |
| storczyk samczy                                    | Orchis morio                              | –                           |
| storzan bezlistny                                  | Epipogium aphyllum                        | –                           |
| tajęża jednostronna                                | Goodyera repens                           | –                           |
| wątlik błotny                                      | Hammarbya paludosa                        | –                           |
| wyblin jednolistny                                 | Malaxis monophyllos                       | –                           |
| żłobik koralowy                                    | Corallorhiza trifida                      | –                           |
| toinowate Apocynaceae                              |                                           |                             |
| barwinek pospolity                                 | Vinca minor                               | –                           |
| trędownikowate Scrophulariaceae                    |                                           |                             |
| gnidosz królewski                                  | Pedicularis sceptrum-carolinum            | –                           |
| gnidosz rozesłany                                  | Pedicularis sylvatica                     | –                           |
| gnidosz sudecki                                    | Pedicularis sudetica                      | –                           |
| lnica wonna                                        | Linaria odora (Linaria loeselii)          | –                           |
| lindernia mułowa                                   | Lindernia procumbens                      | –                           |
| wawrzynkowate Thymelaeaceae                        |                                           |                             |
| wawrzynek główkowy                                 | Daphne cneorum                            | –                           |
| wawrzynek wilczełyko                               | Daphne mezereum                           | –                           |
| wiechlinowate Poaceae (trawy Gramineae)            |                                           |                             |
| ostnica Jana                                       | Stipa joannis                             | –                           |
| ostnica piaskowa                                   | Stipa borysthenica                        | –                           |
| ostnica powabna                                    | Stipa pulcherrima                         | –                           |
| ostnica włosowata                                  | Stipa capillata                           | –                           |
| wiechlina granitowa (wyklina granitowa)            | Poa granitica                             | –                           |
| wielosiłowate Polemoniaceae                        |                                           |                             |
| wielosił błękitny                                  | Polemonium coeruleum                      | –                           |
| wierzbowate Salicaceae                             |                                           |                             |
| wierzba borówkolistna                              | Salix myrtilloides                        | –                           |
| wierzba lapońska                                   | Salix lapponum                            | –                           |
| woskownicowate Myricaceae                          |                                           |                             |
| woskownica europejska                              | Myrica gale                               | –                           |
| wrzosowate Ericaceae                               |                                           |                             |
| chamedafne północna                                | Chamaedaphne calyculata                   | –                           |
| mącznica lekarska                                  | Arctostaphylos uva-ursi                   | –                           |
| wrzosiec bagienny                                  | Erica tetralix                            | –                           |
| zosterowate Zosteraceae                            |                                           |                             |
| zostera morska                                     | Zostera marina                            | –                           |
| żabieńcowate Alismataceae                          |                                           |                             |
| elisma wodna                                       | Luronium natans                           | –                           |
| kaldezja dziewięciornikowata                       | Caldesia parnassifolia                    | –                           |